# Racers Track Club
Vous pouvez aider à l'améliorer ou bien discuter des problèmes sur sa page de discussion.
- Il ne cite pas suffisamment ses sources. Vous pouvez indiquer les passages à sourcer avec {{référence nécessaire}} ou {{Référence souhaitée}}, et inclure les références utiles en les liant aux notes de bas de page. (Marqué depuis avril 2024)
- Certaines informations devraient être mieux reliées aux sources mentionnées dans la bibliographie ou les liens externes. Améliorez sa vérifiabilité en les associant par des références. (Marqué depuis avril 2024)
- Il ne s’appuie pas, ou pas assez, sur des sources secondaires ou tertiaires. (Marqué depuis avril 2024)

- Archive Wikiwix
- Bing
- Cairn
- DuckDuckGo
- E. Universalis
- Gallica
- Google
- G. Books
- G. News
- G. Scholar
- Persée
- Qwant
- (zh) Baidu
- (ru) Yandex
- (wd) trouver des œuvres sur Wikidata

Le Racers Track Club est un club d'athlétisme jamaïcain, présidé par Glen Mills.
Le club s'entraîne auprès de l'université des Indes occidentales  campus de Mona, à Kingston. L'équipementier allemand BSW Regupol a offert une piste d'athlétisme à Usain Bolt qui en est le membre le plus connu. En ont fait partie également Kim Collins, Daniel Bailey, Yohan Blake, l'équipe de relais composée de Mario Forsythe, Marvin Anderson, Yohan Blake et Usain Bolt, meilleur temps de 2010 aux Penn Relays en avril 2010.